# Glen Cuyle
Glen Cuyle, född den 25 juli 2002 i  Izegem i Flandern i Belgien, är en belgisk gymnast.

## Karriär
Cuyle är uttagen att delta i OS 2024 i artistisk gymnastik.